# Michael Temple Canfield
Michael Temple Canfield (* 20. August 1926 in Bern, Schweiz; † 20. Dezember 1969 in Halifax (Nova Scotia), Kanada) war ein US-amerikanischer diplomatischer Berater und Sekretär an der US-Botschaft in London, später Verlagsvertreter von Harper & Row, ebenfalls in London.

## Vermutete Herkunft
Loelia, Duchess of Westminster, schrieb in ihren Memoiren, der britische König Edward VIII. sei der Überzeugung gewesen, dass Michael der Sohn seines Bruders Prinz George, Duke of Kent, aus einer nichtehelichen Beziehung mit Kiki Preston war; die US-Amerikanerin Kiki Preston gehörte dem berüchtigten Happy Valley Set in Kenia an und war bekannt für ihre Schönheit, ihren ausufernden Lebensstil und ihre Drogenabhängigkeit.
Nach anderen Berichten war Michael Temple Canfield zwar ein nichtehelicher Sohn von Prinz George, allerdings war die Kanadierin Violet Evans die Mutter. Sie heiratete vor der Geburt den Offizier Ian Karslake, und das Kind wurde heimlich in der Schweiz als Antoine Karslake geboren. Später wurde es zur Adoption freigegeben.

## Biografie
Als Kleinkind wurde Michael vom US-amerikanischen Verleger Cass Canfield und dessen erster Ehefrau Katherine Temple Canfield (geborene Emmet, einer Nachfahrin von Thomas Addis Emmet) adoptiert.
Canfield besuchte die Brooks School in Massachusetts. Im Zweiten Weltkrieg diente er im United States Marine Corps. Nach dem Krieg studierte er an der Harvard University; 1951 schloss er das Studium ab.
Nach Harvard ging er nach London, wo er als Berater von Winthrop W. Aldrich und Sekretär von John Hay Whitney an der US-Botschaft arbeitete. Später war er Verlagsvertreter von Harper & Row in London; sein Adoptivvater Cass Canfield war Verleger bei Harper & Row.
Am 18. April 1953 heiratete er Caroline Lee Bouvier (1933–2019), die jüngere Schwester von Jacqueline Kennedy Onassis. Die Ehe wurde 1958 geschieden.
Am 13. Juni 1960 heiratete Canfield Frances, Countess of Dudley.
Michael Temple Canfield starb am 20. Dezember 1969 im Alter von 43 Jahren an einem Herzinfarkt während eines Fluges von New York nach London.